# اغرابة (العبابسة)
اغرابة هو دُوَّار يقع بجماعة بني بتاو، إقليم خريبكة، جهة بني ملال خنيفرة في المملكة المغربية. ينتمي الدوّار لمشيخة العبابسة التي تضم 7 دواوير. يقدر عدد سكانه بـ 180 نسمة حسب الإحصاء الرسمي للسكان والسكنى لسنة 2004.

## روابط خارجية
- البوابة الوطنية للجماعات الترابية
- المندوبية السامية للتخطيط